# 30128 Shannonbunch
30128 Shannonbunch este un asteroid din centura principală de asteroizi.

## Descriere
30128 Shannonbunch este un asteroid din centura principală de asteroizi. A fost descoperit pe 29 martie 2000 la Socorro, New Mexico, în cadrul proiectului LINEAR. Asteroidul prezintă o orbită caracterizată de o semiaxă mare de 2,45 ua, o excentricitate de 0,14 și o înclinație de 5,4° în raport cu ecliptica.